# 狄恩·安東尼治
狄恩·安東尼治（Dejan Antonić，1969年1月22日—），生於前南斯拉夫貝爾格萊德，已退役塞爾維亞足球運動員，司職中場，出身於前南斯拉夫著名球會貝爾格萊德紅星青年隊，於1987年為南斯拉夫國青隊以全勝姿態奪得世青盃冠軍，到2006年在香港足球明星選舉獲選最佳教練，2012年再當選印尼超級聯賽最佳教練。

## 教練生涯
狄恩生於前南斯拉夫貝爾格萊德，退役後於2005年至07年間擔任傑志教練，首季執教就即奪得高級組銀牌和聯賽盃冠軍，並且於2005至06年度球季的香港足球明星選舉獲選為最佳教練，到2008年擔任地區球會天水圍飛馬副領隊兼青訓總監，並與克羅地亞籍教練高能以雙教練形式執教香港代表隊，到2009年轉任天水圍飛馬主教練，惟四個月後便被解僱，直至2010年1月獲暫列聯賽包尾的升班馬球會沙田邀請擔任教練，並引進多名塞爾維亞外援，惟最後沙田最終護級失敗降班。
到2010/11年度球季轉任大中教練，惟球會在聯賽10支球隊名列第9來季，要降落乙組作賽，到2011年4月30日，屯門邀請狄恩執教，直至11月29日，狄恩因母親患病需返家鄉侍母未能繼續領軍，到2012年，狄恩返回印尼超級聯賽執教阿雷馬，即帶領球會打進亞協盃8強，而當選年度最佳教練，到2016年10月，狄恩與港超聯球會南華簽約一年半，直到2017年6月南華宣佈經重新檢視球隊近年發展後，決定來屆退出港超聯轉戰甲組聯賽，培育青年球員，而狄恩離隊執教標準流浪。

## 國際賽生涯
於1986年，狄恩代表前南斯拉夫國青隊在歐洲U18錦標賽8強落敗，但就在名次賽擊敗羅馬尼亞，成為6支出線世青盃球隊，礙於當年有太多強隊，使南斯拉夫並沒有被視為熱門，不過他就協助球隊在分組賽揭幕戰以4–2擊敗主辦國智利，隨後又帶領南斯拉夫以首名晉級半準決賽，再擊敗足球王國巴西，並在準決賽擊敗東德，結果南斯拉夫在決賽互射12碼擊敗慕拿領銜的西德，由不被看好到全勝姿態奪得世青盃冠軍，完成該國足壇的重大成就，而該批球員獲得「黃金世代」的稱號。

## 榮譽
教練
- 香港高級組銀牌冠軍（2005－06季度）
- 香港聯賽盃冠軍（2005－06季度）
- 香港足總盃亞軍（2016－17季度）

個人
- 香港足球明星選舉 最佳教練（2005－06季度）
- 印尼超級聯賽 最佳教練（2011－12季度）

南斯拉夫
- 世青盃冠軍 （1987年）